# S/2003 J 12

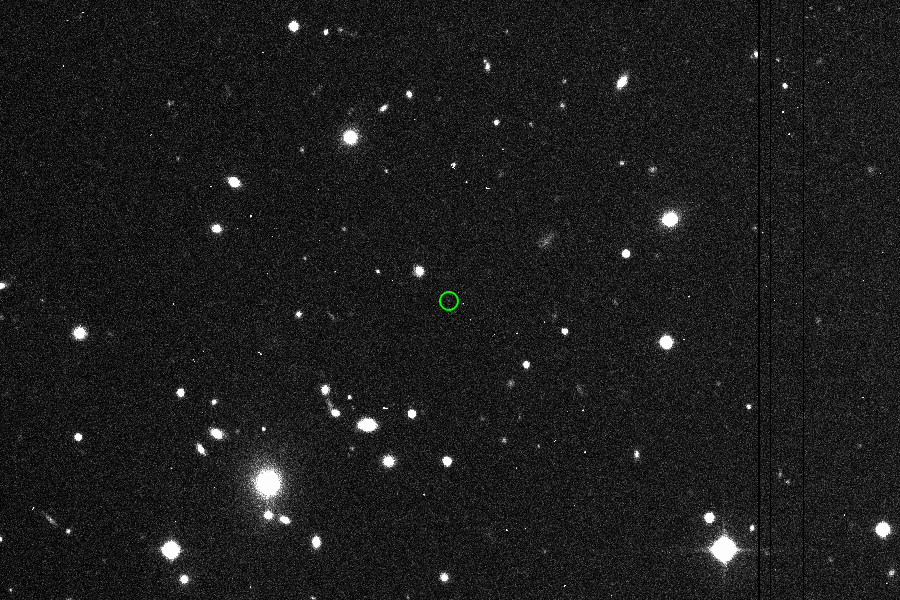
Imagem da descoberta de S/2003 J 12.

S/2003 J 12 é possivelmente uma das menores luas de Júpiter, com 1 km de diâmetro.